# Seznam památných stromů v okrese Brno-venkov
Toto je seznam památných stromů v okrese Brno-venkov aktuální k roku 2024, ve kterém jsou uvedeny památné stromy v okrese Brno-venkov. Symbolem † jsou označeny památné stromy, jejichž ochrana byla zrušena. Symbolem †† jsou označeny zaniklé stromy, jejichž ochrana nadále trvá.

## Seznam
| Název                                     | Obrázek                                 | Umístění                                               | Druh                                                                 | Obvod [v cm] | Kód Wikidata      | Galerie                                                                 | Poznámka |
| ----------------------------------------- | --------------------------------------- | ------------------------------------------------------ | -------------------------------------------------------------------- | ------------ | ----------------- | ----------------------------------------------------------------------- | --- |
| Skeneho platany                           |                                         | Alexovice 49°5′27″ s. š., 16°21′17″ v. d.              | platan javorolistý (2)                                               | 628,544      | 104653 Q26779140  |                                                                         | V areálu významného krajinného prvku Alexovický park. Vysazeny v roce 1850 bývalým majitelem při založení parku. Ochrana od 2005. |
| Břek na Dřínově                           | Břek na Dřínové                         | Babice nad Svitavou 49°17′29″ s. š., 16°41′15″ v. d.   | jeřáb břek                                                           | 207          | 101057 Q26786567  | Kategorie „Břek na Dřínové“ na Wikimedia Commons                        | Na okraji lesního průseku v lesním porostu západně od Babic, nedaleko PR Dřínová. Ochrana od 1995. V roce 2001 měl strom vysoký rovný kmen a jednostrannou korunu. |
| Buk v Babickém lese †                     | Buk lesní v Babickém lese               | Babice nad Svitavou 49°16′9″ s. š., 16°42′44″ v. d.    | buk lesní                                                            | 525          | 101062 Q26786577  | Kategorie „Buk v Babickém lese“ na Wikimedia Commons                    | Rostl na okraji lesa severně od Kanic, vpravo od silnice z Kanic do Babic, nedaleko PR Čihadlo. Míval mohutný, velmi boulovatý kmen, terminál zlomen ve výšce 15,5 m, koruna prořezaná. V roce 2009 hlášen již jako odumřelý. Následně došlo ke zlomu stromu přímo v bázi kmene, takže již delší dobu spočívá celé torzo stromu na zemi. V roce 2017 bylo již značně rozložené. Chráněn byl v letech 1978–2017. |
| Dub v Zadních polích                      |                                         | Babice nad Svitavou 49°16′53″ s. š., 16°43′6″ v. d.    | dub letní                                                            | 410          | 101061 Q26786575  |                                                                         | Na okraji lesa východně od Babic, u jeskyně Větrnná propast. Okolo vede zeleně značená turistická stezka. Ochrana od 1978. Jde o nemohutnější strom v okolí Babic. Strom je ve velmi špatném zdravotním stavu, na kmeni i kořenových nábězích jsou patrné plodnice dřevokazných hub. Ve kmeni je hnízdní dutina, část kmene je vyhnilá.                                                                         |
| Smrk u jeskyně Výpustek                   |                                         | Babice nad Svitavou 49°17′34″ s. š., 16°43′25″ v. d.   | smrk ztepilý                                                         | 435          | 101096 Q26786632  |                                                                         | Roste u silnice Křtiny – Adamov proti jeskyni Výpustek. Ochrana od 1978. Solitéra, s větvemi až k zemi, po odumřelých větvích jsou na kmeni vystouplé suky. Asi 15 m pod vrcholem se kmen dělí na tři části. |
| Buky u Bílovic                            | Buk lesní u Bílovic                     | Bílovice nad Svitavou 49°17′4″ s. š., 16°40′7″ v. d.   | buk lesní (2)                                                        | 405          | 101053 Q26779148  | Kategorie „Buky u Bílovic“ na Wikimedia Commons                         | Stromy chráněné od roku 1978 se nacházely v lesním porostu u pomníčku lesního historika Josefa Zenkera, na křižovatce lesních cest. V zimě roku 2010 bylo zjištěno, že se kmen jednoho exempláře zlomil. Jeho ochrana následně zrušena 25. března 2010 a torzo ponecháno na místě. Okolo buků vede žlutě značená turistická stezka.                                                                             |
| Planá hrušeň u Bílovic                    |                                         | Bílovice nad Svitavou 49°14′39″ s. š., 16°39′44″ v. d. | hrušeň obecná                                                        | 350          | 101058 Q26786570  |                                                                         | U silnice od Bílovic na Brno, vpravo na konci obce. Okolo vede cyklistická trasa 5005. V roce 2001 byl kmen i hlavní větve duté, koruna jednostranná, nad silnicí ořezaná. Ochrana od 1978. |
| Lípa u kapličky pod kostelem †            | Lípa velkolistá u Jánečka               | Dolní Loučky 49°21′42″ s. š., 16°20′58″ v. d.          | lípa velkolistá                                                      | 491          | 105942 Q26790559  | Kategorie „Lípa u Jánečka“ na Wikimedia Commons                         | Na travnaté ploše cca 100 m jihozápadně od kostela. Ochrana od 2013. Ochrana stromu zrušena v září 2024. V říjnu 2024 zbývalo pouze odumřelé torzo. |
| Lípa svobody v Dolních Loučkách           |                                         | Dolní Loučky 49°21′42″ s. š., 16°21′19″ v. d.          | lípa velkolistá                                                      | ?            | 106491 Q123909124 |                                                                         | Výrazná dominanta centra obce před budovou základní školy. Strom byl vysazen v roce 1968. Ochrana od listopadu 2023. |
| Lípa republiky                            | Lípa republiky                          | Doubravník 49°25′27″ s. š., 16°21′14″ v. d.            | lípa velkolistá                                                      | 80           | 100595 Q26785560  | Kategorie „Lípa republiky (Doubravník)“ na Wikimedia Commons            | U cesty ke hřbitovu. Vysazena 28. října 1968 k 50. výročí založení Československa. Ochrana od 1995. |
| Lípa srdčitá                              |                                         | Doubravník 49°25′54″ s. š., 16°20′49″ v. d.            | lípa malolistá                                                       | 310          | 100597 Q26785562  |                                                                         | Na pravém břehu Svratky v lokalitě Pod splavem. Ochrana od 1995. |
| Lípa svobody †                            |                                         | Doubravník 49°25′30″ s. š., 16°21′5″ v. d.             | lípa malolistá                                                       | 220          | 100596            |                                                                         | Na dolním konci náměstí Františka Palackého, na ostrůvku mezi silnicemi. Vysazena 1. května 1919 pro připomenutí vzniku Československa. Ochrana 1995–2005. |
| Tis obecný červený                        |                                         | Doubravník 49°25′21″ s. š., 16°21′8″ v. d.             | tis červený                                                          | 232          | 100593 Q26785551  |                                                                         | Na dvoře u domu čp. 85. Ochrana od 1995. |
| Tis obecný červený                        |                                         | Doubravník 49°25′30″ s. š., 16°21′12″ v. d.            | tis červený                                                          | 190          | 100594 Q26785556  |                                                                         | Na hospodářském dvoře u domu čp. 25. Ochrana od 1995. |
| Drásovská mlýnská hruštička               |                                         | Drásov 49°20′27″ s. š., 16°30′12″ v. d.                | hrušeň obecná                                                        | 293          | 105767 Q26790349  |                                                                         | Na okraji pole v blízkosti bývalé úvozové cesty, severovýchodně od Malhostovic. Ochrana od 2011. |
| Buk v Rozkopalové zmole                   |                                         | Hluboké Dvory 49°23′4″ s. š., 16°30′41″ v. d.          | buk lesní                                                            | 316          | 101093 Q26786630  |                                                                         | Na okraji obce na svahu údolí. Mohutný buk s průběžným a rovným kmenem, na bázi je prasklina, počínající hniloba. Má odkrytý kořenový systém. Výška 23 metrů. Ochrana od 2004. |
| Vrba u Krbu                               | Vrba u Krbu                             | Hluboké Dvory 49°23′4″ s. š., 16°30′36″ v. d.          | vrba bílá                                                            | 261          | 101092 Q26786628  |                                                                         | Poblíž studny ve spodní části obce. Výška 20 metrů. Ochrana od 2004. |
| Helánové lípy                             |                                         | Chudčice 49°17′26″ s. š., 16°27′45″ v. d.              | lípa malolistá (2)                                                   | –            | 105463 Q26779141  |                                                                         | Na kopci nad obcí u silnice do Moravských Knínic u dřevěného kříže. Ochrana od 2009. |
| Chudčická lípa                            | Chudčická lípa                          | Chudčice 49°17′34″ s. š., 16°27′11″ v. d.              | lípa malolistá                                                       | 320          | 101038 Q11730335  | Kategorie „Chudčická lípa“ na Wikimedia Commons                         | V zahradě vedle silnice na Veverskou Bítýšku. Ochrana od 2004. |
| Lípa u hřbitova                           | Lípa u hřbitova                         | Chudčice 49°16′57″ s. š., 16°27′37″ v. d.              | lípa malolistá                                                       | 309          | 105465 Q26790050  | Kategorie „Lípa u hřbitova (Chudčice)“ na Wikimedia Commons             | V obci u vstupu na hřbitov. Ochrana od 2009. |
| Lípa v Sadu osvobození                    | Lípa v Sadu osvobození                  | Chudčice 49°16′56″ s. š., 16°27′35″ v. d.              | lípa malolistá                                                       | 68           | 105464 Q26790049  | Kategorie „Lípa v Sadu osvobození (Chudčice)“ na Wikimedia Commons      | V obci za hřbitovem v sadu, který je vyhlášen jako VKP Křížová cesta. Ochrana od 2009. |
| Dub pod skalou                            | Dub pod skalou                          | Jinačovice 49°16′19″ s. š., 16°31′37″ v. d.            | dub zimní                                                            | 368          | 105201 Q26789725  |                                                                         | Na okraji lesíka u silnice na Kuřim. Ochrana od 2008. |
| Jinačovická lípa                          | Jinačovická lípa                        | Jinačovice 49°15′59″ s. š., 16°31′43″ v. d.            | lípa malolistá                                                       | 280          | 105200 Q26789724  |                                                                         | V zastavěné části obce nad hřištěm. Ochrana od 2008. |
| Kalovská lípa                             | Kalovská lípa                           | Kaly 49°22′42″ s. š., 16°21′8″ v. d.                   | lípa velkolistá                                                      | 266          | 105784 Q26790366  | Kategorie „Kalovská lípa“ na Wikimedia Commons                          | V místě sjezdu ze silnice do obce Kaly, naproti prodejně potravin. Ochrana od 2011. |
| Lípy u křížku                             | Lípy u křížku                           | Klokočí 49°24′58″ s. š., 16°18′6″ v. d.                | lípa malolistá (3)                                                   | –            | 100591 Q26779156  | Kategorie „Lípy u křížku (Klokočí)“ na Wikimedia Commons                | Na západním okraji obce Olší, kolem kříže z roku 1870. Ochrana od 1995. |
| Lípy srdčité                              | Lípy srdčité                            | Kuřimská Nová Ves 49°20′48″ s. š., 16°17′48″ v. d.     | lípa malolistá (2)                                                   | –            | 100606 Q26779158  | Kategorie „Lípy srdčité (Kuřimská Nová Ves)“ na Wikimedia Commons       | Na prostranství před kostelem. Ochrana od 1995. |
| Jeřáb břek u staré vápenky                | Jeřáb břek u staré vápenky              | Lažánky 49°17′15″ s. š., 16°22′41″ v. d.               | jeřáb břek                                                           | 228          | 105140 Q26789697  | Kategorie „Jeřáb břek u staré vápenky“ na Wikimedia Commons             | V blízkosti lomu a staré vápenky u obce Lažánky. Stáří cca 100 let. Ochrana od 2008. |
| Milionův buk                              | Milionův buk u Lelekovic                | Lelekovice 49°18′14″ s. š., 16°34′7″ v. d.             | buk lesní                                                            | 250          | 101036 Q26786541  |                                                                         | Při okraji lesa, na svahu Holých vrchů, východně od Podlesí, severozápadně od Lelekovic. Ochrana od 2004. |
| Lípa v Lesním Hlubokém                    | Lípa v Lesním Hlubokém                  | Lesní Hluboké 49°15′55″ s. š., 16°18′31″ v. d.         | lípa malolistá                                                       | 430          | 101049 Q26786563  | Kategorie „Lípa v Lesním Hlubokém“ na Wikimedia Commons                 | Vedle budovy polesí v Lesním Hlubokém, u vjezdu do dvora. Ochrana od 1978. |
| Lípa                                      | Lípa                                    | Litava 49°24′37″ s. š., 16°18′39″ v. d.                | lípa velkolistá                                                      | 480          | 100587 Q26785546  | Kategorie „Lípa (Litava)“ na Wikimedia Commons                          | V blízkosti hospodářské usedlosti v Litavě čp. 2. Ochrana od 1995. |
| Skupina dvou lip                          | Skupina dvou lip                        | Litava 49°24′54″ s. š., 16°17′58″ v. d.                | lípa malolistá (2)                                                   | –            | 100588 Q26779154  | Kategorie „Skupina dvou lip (Litava)“ na Wikimedia Commons              | Na okraji pozemku u silnice Olší – Litava, v mírném oblouku, u kamenného kříže. Ochrana od 1995. |
| Bohunčina lípa                            |                                         | Lomnice 49°24′55″ s. š., 16°24′13″ v. d.               | lípa velkolistá                                                      | 385          | 105347 Q26789797  |                                                                         | Na okraji bývalé staré cesty vedoucí do Ochozu u Tišnova jako součást liniového porostu. Ochrana od 2008. |
| Červený buk v zámecké zahradě             | Červený buk v Lomnici                   | Lomnice 49°24′14″ s. š., 16°24′57″ v. d.               | buk lesní nachový                                                    | 434          | 105348 Q26789798  | Kategorie „Červený buk v Lomnici“ na Wikimedia Commons                  | Před jihozápadním průčelím zámku jako součást parkové úpravy. Ochrana od 2008. |
| Javor klen v Lomnici                      | Javor klen v Lomnici                    | Lomnice 49°24′19″ s. š., 16°24′56″ v. d.               | javor klen                                                           | 509          | 101111 Q26786648  | Kategorie „Javor klen v Lomnici“ na Wikimedia Commons                   | Vlevo od vchodu do zámku za tenisovým hřištěm. Ochrana od 1982. |
| Lípa srdčitá v Lomnici ††                 | Lípa srdčitá v Lomnici                  | Lomnice 49°24′16″ s. š., 16°25′2″ v. d.                | lípa malolistá                                                       | 520          | 104441 Q74836149  | Kategorie „Lípa srdčitá v Lomnici“ na Wikimedia Commons                 | V zámeckém parku. Dne 24. září 2003 torzo stromu vyhořelo. Ochrana od 1982. |
| Lípa na Kopečku                           |                                         | Malhostovice 49°20′5″ s. š., 16°30′20″ v. d.           | lípa malolistá                                                       | 245          | 101041 Q26786547  |                                                                         | Na břehu potoka mezi rodinnými domky, poblíž hlavní komunikace. Ochrana od 2003. |
| Lípa u Brněnského kříže                   | Lípa u Brněnského kříže                 | Malhostovice 49°19′43″ s. š., 16°30′27″ v. d.          | lípa malolistá                                                       | 215          | 101042 Q26786550  |                                                                         | Na travnaté ploše u Brněnského kříže, jihovýchodně od obce v místech staré stezky. Ochrana od 2003. |
| Lípa u školy                              | Lípa u školy                            | Malhostovice 49°20′ s. š., 16°30′8″ v. d.              | lípa velkolistá                                                      | 223          | 101043 Q26786553  |                                                                         | Poblíž školy a obecního úřadu v obci, u hlavní komunikace. Vysazena na počest osvobození 1945. Ochrana od 2003. |
| Lípa u vodárny                            |                                         | Malhostovice 49°20′11″ s. š., 16°30′7″ v. d.           | lípa malolistá                                                       | 230          | 105351 Q26789801  |                                                                         | Na rozhraní zastavěného území obce a orné půdy, na pravém břehu potoka Lubě. Ochrana od 2008. |
| Obecní lípa za kostelem ††                | Obecní lípa za kostelem                 | Malhostovice 49°20′2″ s. š., 16°30′12″ v. d.           | lípa malolistá                                                       | 386          | 101044 Q26786556  |                                                                         | Za kostelem sv. Vavřince na travnatém pásu mezi hlavní komunikací a chodníkem. Ochrana od 2003. Zanikla 2016. |
| Lípa u kaple Proměnění páně               | Lípa u kaple Proměnění Páně             | Mokrá 49°13′30″ s. š., 16°45′3″ v. d.                  | lípa velkolistá                                                      | –            | 105637 Q26790203  | Kategorie „Lípa u kaple Proměnění Páně (Mokrá)“ na Wikimedia Commons    | U kaple Proměnění Páně v nejstarší zástavbě obce. Ochrana od 2010. |
| Lípa malolistá u Nového mlýna             | Lípa u Nového mlýna                     | Moravany 49°7′46″ s. š., 16°32′53″ v. d.               | lípa malolistá                                                       | 330          | 105941 Q26790556  |                                                                         | U vodního mlýna na Bobravě. Ochrana od 2013. |
| Dub za Střelnicí                          |                                         | Moravské Knínice 49°16′57″ s. š., 16°29′47″ v. d.      | dub zimní                                                            | 392          | 104592 Q26789271  |                                                                         | Na okraji lesa při ústí panelové cesty k bývalému vojenskému prostoru. Ochrana od 2005. |
| Lípa srdčitá                              | Lípa u hřbitova                         | Nedvědice 49°27′30″ s. š., 16°19′51″ v. d.             | lípa malolistá                                                       | 330          | 100584 Q26785538  | Kategorie „Lípa srdčitá v Nedvědici u hřbitova“ na Wikimedia Commons    | U vstupní brány na hřbitov. Ochrana od 1996. |
| Lípa Svobody                              | Lípa Svobody                            | Nedvědice 49°27′15″ s. š., 16°19′50″ v. d.             | lípa velkolistá                                                      | 210          | 100586 Q26785544  | Kategorie „Lípa svobody v Nedvědici“ na Wikimedia Commons               | U zastávky autobusů, v prostoru u zdravotního střediska. Vysazena k vzniku Československa v roce 1918. Ochrana od 1996. |
| Lípa velkolistá                           | Lípa velkolistá                         | Nedvědice 49°27′25″ s. š., 16°20′2″ v. d.              | lípa velkolistá                                                      | 300          | 100585 Q26785541  | Kategorie „Lípa velkolistá v Nedvědici u kostela“ na Wikimedia Commons  | Před kostelem v horní části náměstí. Ochrana od 1996. |
| Novoveská lípa                            |                                         | Nová Ves 48°55′52″ s. š., 16°31′55″ v. d.              | lípa                                                                 | –            | 105387 Q26789832  |                                                                         | Na místním hřbitově v západní části. Ochrana od 2009. |
| Obecní lípa                               | Obecní lípa                             | Nuzířov 49°20′38″ s. š., 16°31′18″ v. d.               | lípa malolistá                                                       | 325          | 101040 Q26786542  |                                                                         | V prudkém svahu nad hlavní komunikací. Ochrana od 2003. |
| Lípa                                      |                                         | Olší 49°25′23″ s. š., 16°17′32″ v. d.                  | lípa malolistá                                                       | 360          | 100582 Q26785533  |                                                                         | Před obcí vlevo u krajnice silnice ve směru od Stříteže. Ochrana od 1995. |
| Pod kaštany                               |                                         | Olší 49°25′19″ s. š., 16°17′27″ v. d.                  | jírovec maďal (5)                                                    | –            | 100581 Q26790891  |                                                                         | Na návsi u silnice. Ochrana od 1995. |
| Dub u Omic                                | Dub u Omic                              | Omice 49°9′57″ s. š., 16°25′39″ v. d.                  | dub letní                                                            | 540          | 101060 Q26786572  | Kategorie „Dub u Omic“ na Wikimedia Commons                             | V polesí Bučín, u statku Dvorek. Ochrana od 1978. |
| Kaštan v Ostrovačicích †                  |                                         | Ostrovačice 49°12′35″ s. š., 16°24′30″ v. d.           | jírovec maďal                                                        | 490          | 101059            |                                                                         | V centru obce v zahradě u čp. 12. Ochrana 1978–2009. |
| Tis červený                               | Tis červený                             | Pernštejn 49°27′8″ s. š., 16°19′2″ v. d.               | tis červený                                                          | 450          | 100601 Q12044650  | Kategorie „Pernštejnský tis“ na Wikimedia Commons                       | V lesoparku hradu Pernštejn, poblíž pěší cesty z Nedvědice k hradnímu nádvoří. Historicky původní strom v celém lesoparku, stáří cca 1000 let. Ochrana od 1999. |
| Tři duby na Studýnkové                    |                                         | Pohořelice 48°59′24″ s. š., 16°33′32″ v. d.            | dub letní (3)                                                        | –            | 105388 Q26779143  |                                                                         | V místní bažantnici ve svažitém terénu. Ochrana od 2009. |
| Lípa velkolistá                           | Lípa velkolistá                         | Prace 49°8′16″ s. š., 16°45′51″ v. d.                  | lípa velkolistá                                                      | –            | 105562 Q26790137  |                                                                         | V obci na návrší před hřbitovní zdí. Ochrana od 2010. |
| Lípa velkolistá                           | Lípa velkolistá                         | Prace 49°8′15″ s. š., 16°45′50″ v. d.                  | lípa velkolistá                                                      | –            | 105561 Q26790135  |                                                                         | U brány hřbitova. Ochrana od 2010. |
| Lípa velkolistá                           | Lípa velkolistá                         | Prace 49°8′18″ s. š., 16°45′53″ v. d.                  | lípa velkolistá                                                      | –            | 105560 Q26790134  |                                                                         | U památníku padlým rodákům z let 1914–1918, u schodiště ke kostelu v ulici K Mohyle míru. Ochrana od 2010. |
| Hrušeň v Předklášteří                     | Hrušeň v Předklášteří                   | Předklášteří 49°21′6″ s. š., 16°23′56″ v. d.           | hrušeň obecná                                                        | 350          | 101046 Q26786559  | Kategorie „Hrušeň v Předklášteří“ na Wikimedia Commons                  | V ulici Za klášterem jižně od areálu kláštera. Ochrana od 2001. |
| Jubileum                                  |                                         | Předklášteří 49°20′53″ s. š., 16°23′ v. d.             | douglaska tisolistá (67)                                             | –            | 101035 Q26779149  |                                                                         | V lesním porostu 908 B10, na trase naučné stezky, jihozápadně od Předklášteří. Vysazeny v roce 1908 k 60. výročí panování Františka Josefa I. Ochrana od 2004. |
| Lípy v Předklášteří                       |                                         | Předklášteří 49°21′34″ s. š., 16°23′20″ v. d.          | lípa malolistá (1) lípa velkolistá (1)                               | –            | 101039 Q26779151  |                                                                         | Severně od obce u kříže z roku 1802 na křižovatce původních cest, v blízkosti náspu železniční tratě. Ochrana od 2003. |
| Skupina lip v klášteře Porta Coeli        | Skupina lip v klášteře Porta Coeli      | Předklášteří 49°21′10″ s. š., 16°24′4″ v. d.           | lípa velkolistá (18) jírovec maďal (1)                               | –            | 101052 Q26779152  | Kategorie „Skupina lip v klášteře Porta Coeli“ na Wikimedia Commons     | Na nádvoří kláštera. Ochrana od 1978. |
| Homoláčův kaštan †                        |                                         | Radoškov 49°16′57″ s. š., 16°18′12″ v. d.              | jírovec maďal                                                        | 390          | 101048            |                                                                         | Na dvoře statku čp. 1. Ochrana 1998–2003. |
| Duby a topoly v rajhradské bažantnici     | Topol bílý v rajhradské bažantnici      | Rajhrad 49°5′58″ s. š., 16°37′23″ v. d.                | dub letní (2) topol bílý (3)                                         | –            | 101050 Q26779162  | Kategorie „Památné stromy v rajhradské bažantnici“ na Wikimedia Commons | V prostoru rajhradské bažantnice. Ochrana od 1978. |
| Hrušeň pod Oborou                         | Hrušeň pod Oborou                       | Rosice 49°10′59″ s. š., 16°22′12″ v. d.                | hrušeň planá                                                         | 284          | 101034 Q12020783  | Kategorie „Hrušeň pod Oborou“ na Wikimedia Commons                      | V remízku v polích pod Oborou. Ochrana od 2004. |
| Lipové stromořadí v Rosicích              | Lipové stromořadí v Rosicích            | Rosice 49°10′28″ s. š., 16°23′23″ v. d.                | habr obecný (2) trnovník akát (1) lípa malolistá (102)               | –            | 101055 Q12033618  | Kategorie „Lipové stromořadí v Rosicích“ na Wikimedia Commons           | Na kopci nad městem, směrem ke kapli Nejsvětější Trojice. Ochrana od 1978. |
| Strážná paní                              | Strážná paní                            | Rosice 49°11′13″ s. š., 16°22′33″ v. d.                | jírovec maďal                                                        | 447          | 106344 Q73601615  | Kategorie „Strážná paní“ na Wikimedia Commons                           | Na křižovatce ulic Litostrovská a Cukrovar. Ochrana od 2019. |
| Císařská alej †                           |                                         | Sivice 49°11′5″ s. š., 16°47′44″ v. d.                 | jeřáb břek (10) lípa malolistá (14)                                  | –            | 101047            |                                                                         | Dochované torzo bývalé aleje po obou stranách silnice Brno – Vyškov. V roce 2003 neoprávněně skáceny 2 lípy a 2 jeřáby č. 16, 18, 25 a 29. Ochrana 1999–2011. |
| Stromy v sokolnické bažantnici            | Dub letní v zámecké oboře               | Sokolnice 49°7′29″ s. š., 16°43′48″ v. d.              | dub letní (5) javor babyka (1) lípa velkolistá (1) jírovec maďal (1) | –            | 101051 Q26779145  | Kategorie „Památné stromy v Sokolnické oboře“ na Wikimedia Commons      | V prostoru sokolnické bažantnice. Ochrana od 1978. |
| Platan Mitrovského                        | Platan Mitrovského                      | Sokolnice 49°7′12″ s. š., 16°43′39″ v. d.              | platan javorolistý ´Suttneri´                                        | 430          | 105624 Q26790195  | Kategorie „Platan Mitrovského“ na Wikimedia Commons                     | V zámeckém parku cca 3,5 m od cesty. Ochrana od 2009. |
| Platan v zámeckém parku Sokolnice         | Platan v zámeckém parku Sokolnice       | Sokolnice 49°7′14″ s. š., 16°43′38″ v. d.              | platan javorolistý ´Suttneri´                                        | 470          | 105707 Q26790251  | Kategorie „Platan v zámeckém parku Sokolnice“ na Wikimedia Commons      | V zámeckém parku cca 1,6 m od cesty u zadního průčelí zámku. Ochrana od 2009. |
| Břestovec na nádraží Střelice             | Břestovec na nádraží Střelice           | Střelice 49°9′15″ s. š., 16°28′57″ v. d.               | břestovec západní                                                    | 225          | 106077 Q26790704  |                                                                         | Vedle výpravní budovy nádraží Střelice. Ochrana od 2015. |
| Platan u Besénku                          | Platan u Besénku, Šerkovice             | Šerkovice 49°23′1″ s. š., 16°25′43″ v. d.              | platan javorolistý                                                   | 340          | 105771 Q26790354  | Kategorie „Platan u Besénku“ na Wikimedia Commons                       | Na západním okraji obce na náspu při napřímeném toku Besénku. Ochrana od 2011. |
| Lípa u Božích muk ve Štěpánovicích †      |                                         | Štěpánovice 49°22′11″ s. š., 16°23′27″ v. d.           | lípa malolistá                                                       | 344          | 101045            |                                                                         | V obci, u božích muk z roku 1706. Ochrana 2002–2010. |
| Štěpánovická lípa u Ludvíkova kříže       |                                         | Štěpánovice 49°21′58″ s. š., 16°23′39″ v. d.           | lípa malolistá                                                       | 444          | 106248 Q73601792  |                                                                         | Solitér na zatravněné mezi u bývalé silnice do Předklášteří v nivě Svratky. Strom byl vysazen u kamenného kříže vystavěného Františkem a Františkou Ludvíkovými roku 1894. Ochrana od 2018. |
| Telnický dub                              | Telnický dub                            | Telnice 49°5′22″ s. š., 16°41′55″ v. d.                | dub zimní                                                            | 363          | 106133 Q73602148  | Kategorie „Telnický dub“ na Wikimedia Commons                           | Lesík mezi Telnicí a Měnínem. Ochrana od 2015. |
| Buk u Tetčic                              |                                         | Tetčice 49°8′56″ s. š., 16°25′47″ v. d.                | buk lesní                                                            | 558          | 104431 Q26789265  |                                                                         | V centrální části lesního komplexu, tvořícího základ přírodního parku Bobrava, v severním okraji smrkového porostu. Ochrana od 2009. |
| Borovice u vily Franke                    | Borovice černé u vily Franke            | Tišnov 49°20′58″ s. š., 16°25′38″ v. d.                | borovice černá (2)                                                   | –            | 101033 Q11232530  | Kategorie „Borovice u vily Franke“ na Wikimedia Commons                 | V okrasné zahradě u vily Franke, Riegrova ul. 281. Ochrana od 2004. |
| Dub letní v areálu nemocnice              | Dub letní v areálu nemocnice Tišnov     | Tišnov 49°20′52″ s. š., 16°25′59″ v. d.                | dub letní                                                            | 411          | 105349 Q26789799  |                                                                         | V areálu nemocnice, v blízkosti vodní nádrže. Ochrana od 2008. |
| Jeníkova hruška                           | Jeníkova hruška                         | Tišnov 49°20′21″ s. š., 16°24′58″ v. d.                | hrušeň obecná                                                        | 230          | 105350 Q26789800  | Kategorie „Jeníkova hruška“ na Wikimedia Commons                        | Na okraji jižní části města v blízkosti polní cesty za rodinnými domy a zahradami v lokalitě Za mlýnem. Ochrana od 2008. |
| Lípa a břek u koupaliště                  |                                         | Tišnov 49°20′16″ s. š., 16°25′12″ v. d.                | jeřáb břek, lípa malolistá (2)                                       | –            | 106302 Q59651702  |                                                                         | Oba stromy (lípa – 280 let, výška 27 m, obvod kmene 396 cm; jeřáb – 280 let, výška 18,5 m, obvod kmene 292 cm) rostou v travnaté ploše u kamenného kříže s letopočty na ul. U Střelnice, blízko koupaliště. Ochrana od 2018. |
| Lípa u Železného                          | Lípa u Železného                        | Tišnov 49°21′17″ s. š., 16°26′54″ v. d.                | lípa malolistá                                                       | 396          | 101063 Q26786581  |                                                                         | Vpravo asi 500 m od silnice z Tišnova do Železného, místní trať Šatany, u křižovatky polních cest, u pomníčku ukřižování Krista. Ochrana od 1978. |
| Lipové stromořadí Na Hrádku               | Lipové stromořadí Na Hrádku             | Tišnov 49°20′50″ s. š., 16°25′32″ v. d.                | lípa velkolistá (12) lípa malolistá (12)                             | –            | 101037 Q12033617  | Kategorie „Lipové stromořadí Na Hrádku“ na Wikimedia Commons            | Alej lemuje cestu pro pěší podél hřbitova, spojující dvě části města. Ochrana od 2004. |
| Lipové stromořadí v Tišnově               | lipová alej na ulici Brněnská           | Tišnov 49°20′22″ s. š., 16°26′2″ v. d.                 | lípa velkolistá a malolistá (celkem 14) jírovec maďal (2)            | –            | 101056 Q12033619  | Kategorie „Lipové stromořadí v Tišnově“ na Wikimedia Commons            | U silnice od Drásova k městu, pod restaurací Na Humpolce, ul. Brněnská. Ochrana od 1978. |
| Lípy u sv. Jana v Tišnově ††              |                                         | Tišnov 49°20′25″ s. š., 16°24′54″ v. d.                | lípa (2)                                                             | –            | 104429 Q76809929  |                                                                         | U sochy svatého Jana Nepomuckého v Tišnově; již neexistují. Ochrana od 1978. |
| Jeřáb břek u Kosmákova kříže              |                                         | Tvarožná 49°11′16″ s. š., 16°45′59″ v. d.              | jeřáb břek                                                           | 215          | 105757 Q26790304  |                                                                         | Jihozápadně od obce na hraně svahu u silnice u dřevěného kříže v severní okrajové části památkové zóny Slavkovského bojiště. Ochrana od 2011. |
| Babyka u Chytálek                         | Babyka u Chytálek                       | Újezd u Tišnova 49°21′9″ s. š., 16°19′47″ v. d.        | javor babyka                                                         | 238          | 106234 Q73601746  | Kategorie „Babyka u Chytálek“ na Wikimedia Commons                      | Babyka roste u křižovatky místních komunikací cca 330 m západně od osady Chytálky v údolí toku Libochovky. |
| Unínské lípy                              | Lípa u kostela                          | Unín 49°22′57″ s. š., 16°29′30″ v. d.                  | lípa malolistá (3)                                                   | –            | 101094 Q26779160  | Kategorie „ Unínské lípy“ na Wikimedia Commons                          | Na travnatém prostranství u kostela. Ochrana od 2003. |
| Kaštan u pošty                            | Kaštan u pošty                          | Veverská Bítýška 49°16′28″ s. š., 16°26′15″ v. d.      | jírovec maďal                                                        | 317          | 104591 Q12029100  | Kategorie „Kaštan u pošty“ na Wikimedia Commons                         | Na travnatém ostrůvku na křižovatce silnic na Hvozdec a Bystrc naproti poště. Ochrana od 2005. |
| Javorové stromořadí u Veverských Knínic † | Javorové stromořadí u Veverských Knínic | Veverské Knínice 49°14′0″ s. š., 16°24′22″ v. d.       | javor mléč (55)                                                      | –            | 101054 Q10768564  |                                                                         | Podél silnice ke hřbitovu od křižovatky na Říčany a Veverskou Bítýšku. Ochrana 1978–2014. |
| Dub u kolotoče                            |                                         | Vranov 49°18′30″ s. š., 16°37′ v. d.                   | dub letní                                                            | 377          | 106212 Q73601676  |                                                                         | Na okraji lesního porostu nad ulicí V Aleji v blízkosti dětského hřiště |
| Jilm u hrobky                             |                                         | Vranov 49°18′34″ s. š., 16°36′45″ v. d.                | jilm habrolistý                                                      | 324          | 106211 Q73601674  |                                                                         | Ve svahu severozápadní orientace u schodiště pěšiny vedoucí z trasy před kostelem na ul. Schodovou |
| Hruška Na Čihadlech                       | Hruška Na Čihadlech                     | Vysoké Popovice 49°10′44″ s. š., 16°16′51″ v. d.       | hrušeň planá                                                         | 227          | 106012 Q26790622  |                                                                         | V polích jihozápadně od obce. Ochrana od 2014. |
| Svatojánský dub                           |                                         | Vysoké Popovice 49°10′37″ s. š., 16°18′9″ v. d.        | dub letní                                                            | 430          | 106345 Q74844703  |                                                                         | V blízkosti výklenkové kaple svatého Jana Nepomuckého, jihovýchodně od Vysokých Popovic, u silnice I/23, Ochrana od 2019. |
| Lípa Svobody                              | Lípa Svobody                            | Zahrada 49°22′36″ s. š., 16°21′47″ v. d.               | lípa                                                                 | 269          | 105772 Q26790355  | Kategorie „Lípa Svobody (Zahrada)“ na Wikimedia Commons                 | V obci v místní části Zahrada na veřejném prostranství u čp. 2. Ochrana od 2011. |
| Hvozdecká hraniční lípa                   | Hvozdecká hraniční lípa                 | Želešice 49°6′22″ s. š., 16°35′45″ v. d.               | lípa malolistá                                                       | 415          | 106026 Q26790635  |                                                                         | Na okraji lesního komplexu Hvozdec (Želešického hájku). Ochrana od 2014. |